# 포터헤드

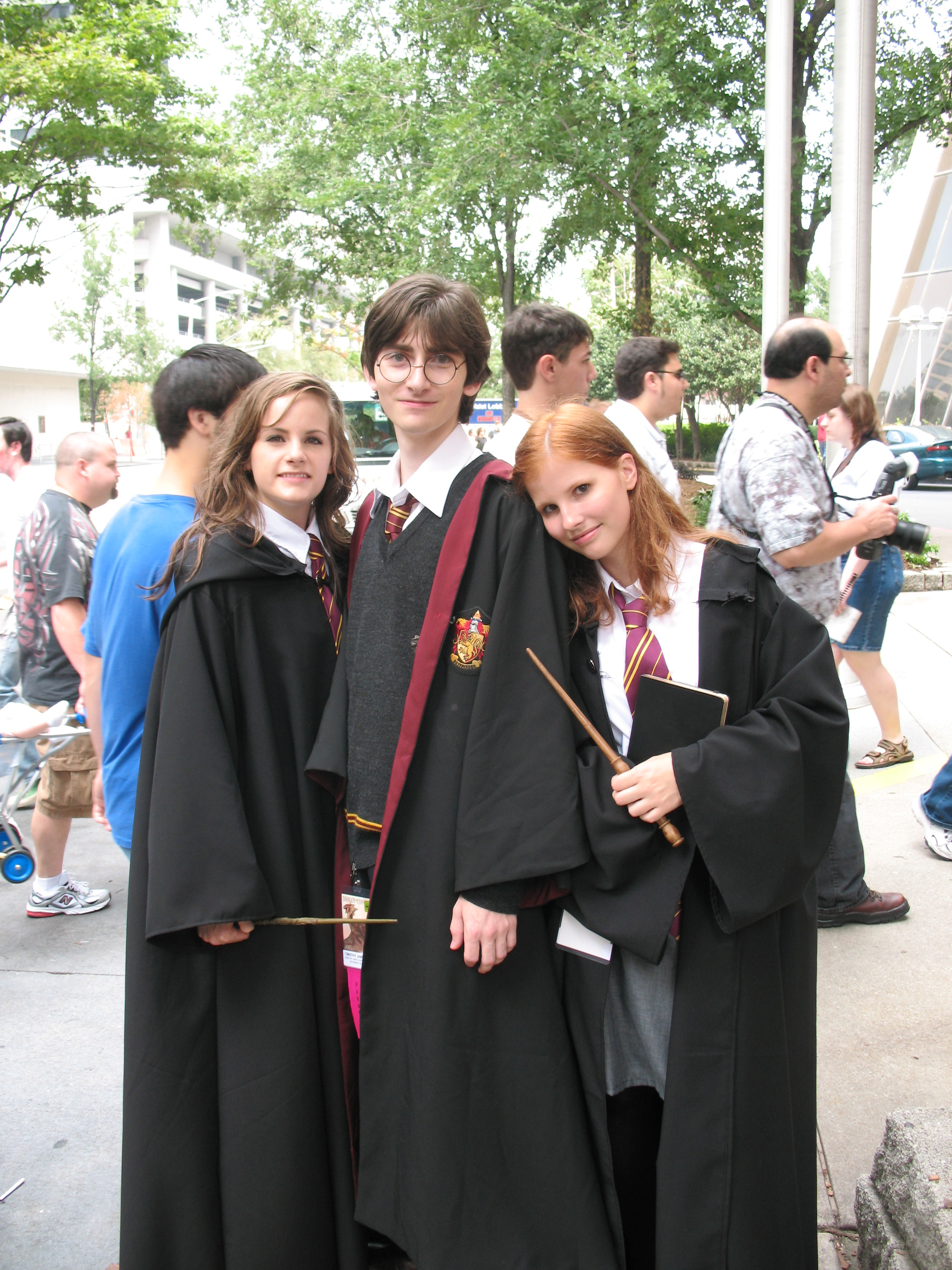

포터헤드(Potterhead) 또는 해리 포터 팬덤은 《해리 포터》의 팬덤명이자 커뮤니티이다. 이들은 팬 픽션을 읽고 쓰는 일, 팬 아트를 만드는 일, 롤플레잉 게임에 참가하는 일, 해리포터 기반 포럼에서 친목을 나누는 일 등 엔터테인먼트 활동에 참여한다.
저자 롤링의 오리지널 책 마케팅은 청소년을 대상으로 하였지만 해리 포터는 오늘날 여러 세대를 아우르는 시리즈 중 하나로 인식된다.

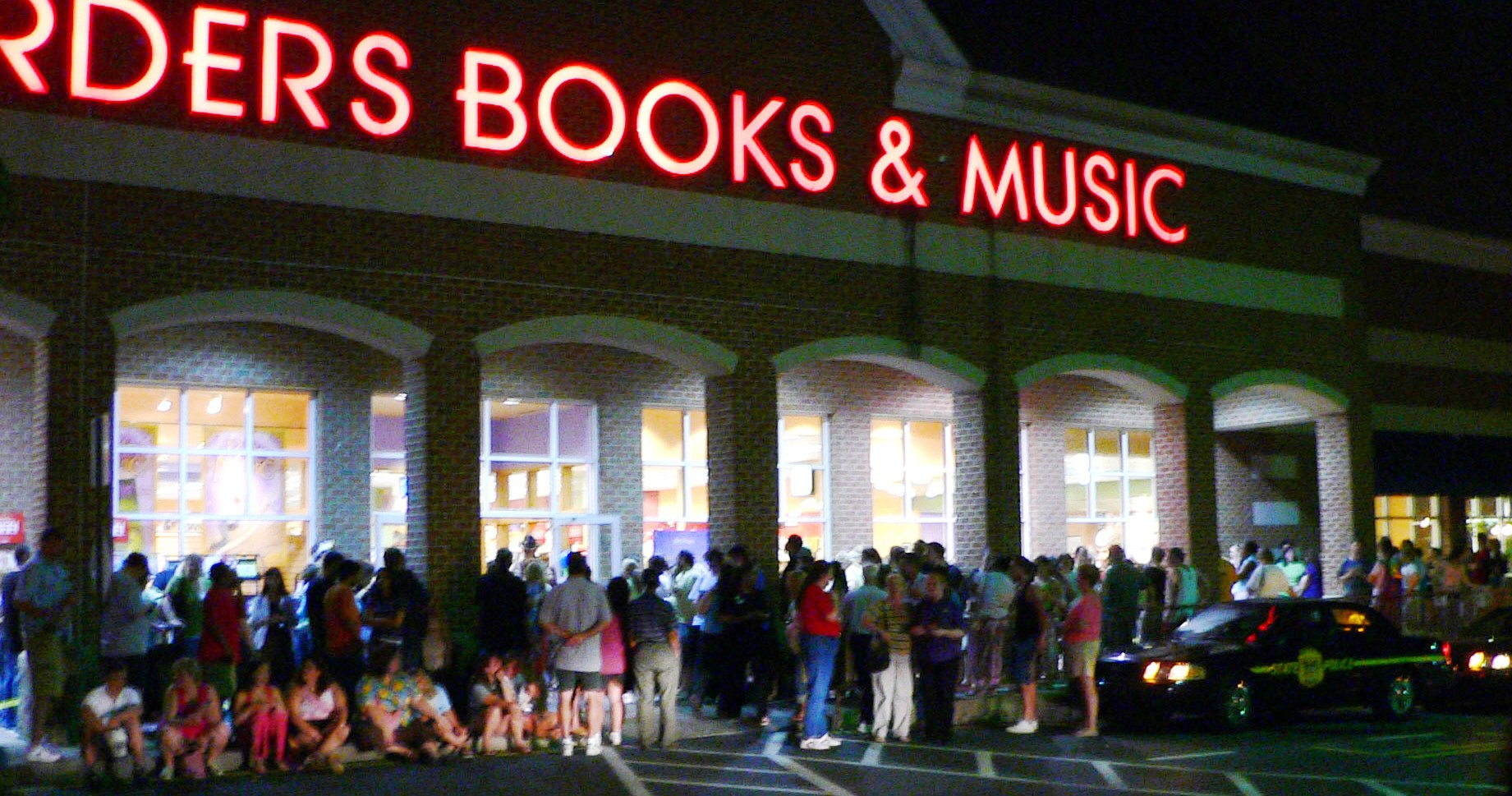
해리 포터 팬들이 보더스 그룹 상점 밖에서 해리 포터와 혼혈 왕자의 사본을 구매하기 위해 밖에서 줄을 서며 기다리고 있다.

## 같이 보기
- 머글